# صموئيل إليس
صموئيل إليس (2 يونيو 1889 في نيوزيلندا - 19 يناير 1949 في نيوزيلندا) (بالإنجليزية: Samuel Ellis)‏ هو لاعب كريكت نيوزلندي.

## وصلات خارجية
- صموئيل إليس على موقع إي آس بي آن كريك إنفو (الإنجليزية)